# The Pass (film, 2016)
Pour les articles homonymes, voir The Pass.
Pour plus de détails, voir Fiche technique et Distribution.
The Pass est un film britannique réalisé par Ben A. Williams en 2016. L'histoire est basée sur une pièce de John Donnelly. Le film parle de la relation entre deux joueurs anglais de football et comment leur vie se déroule au cours d'une décennie. Le film a été nommé aux BAFTA Awards 2017 dans plusieurs catégories.

## Synopsis
Jason et Ade, 19 ans, font partie de l'académie d'un célèbre club de football londonien depuis l'âge de huit ans. La nuit avant leur tout premier match en Ligue des champions, ils sont dans une chambre d'hôtel en Roumanie. Ils devraient dormir, mais ils sont surexcités. Ils sautent, se battent, rigolent, préparent leur équipement, regardent la sex tape d'un coéquipier. Quand soudain, l'un d'eux embrasse l'autre. L'impact de cet épisode va se répercuter sur les dix prochaines années de leur vie. Une décennie de gloire et d'échec, de secrets et de mensonges, dans un monde sportif où l'image est tout et l'homophobie présente.

## Distribution
- Russell Tovey : Jason
- Arinze Kene : Ade
- Lisa McGrillis : Lyndsey
- Nico Mirallegro : Harry
- Rory J.Saper : employé de l'hôtel